# Spuriodaucus asper
Spuriodaucus asper är en flockblommig växtart som beskrevs av C.Norman. Spuriodaucus asper ingår i släktet Spuriodaucus och familjen flockblommiga växter. Inga underarter finns listade i Catalogue of Life.